# Predatie

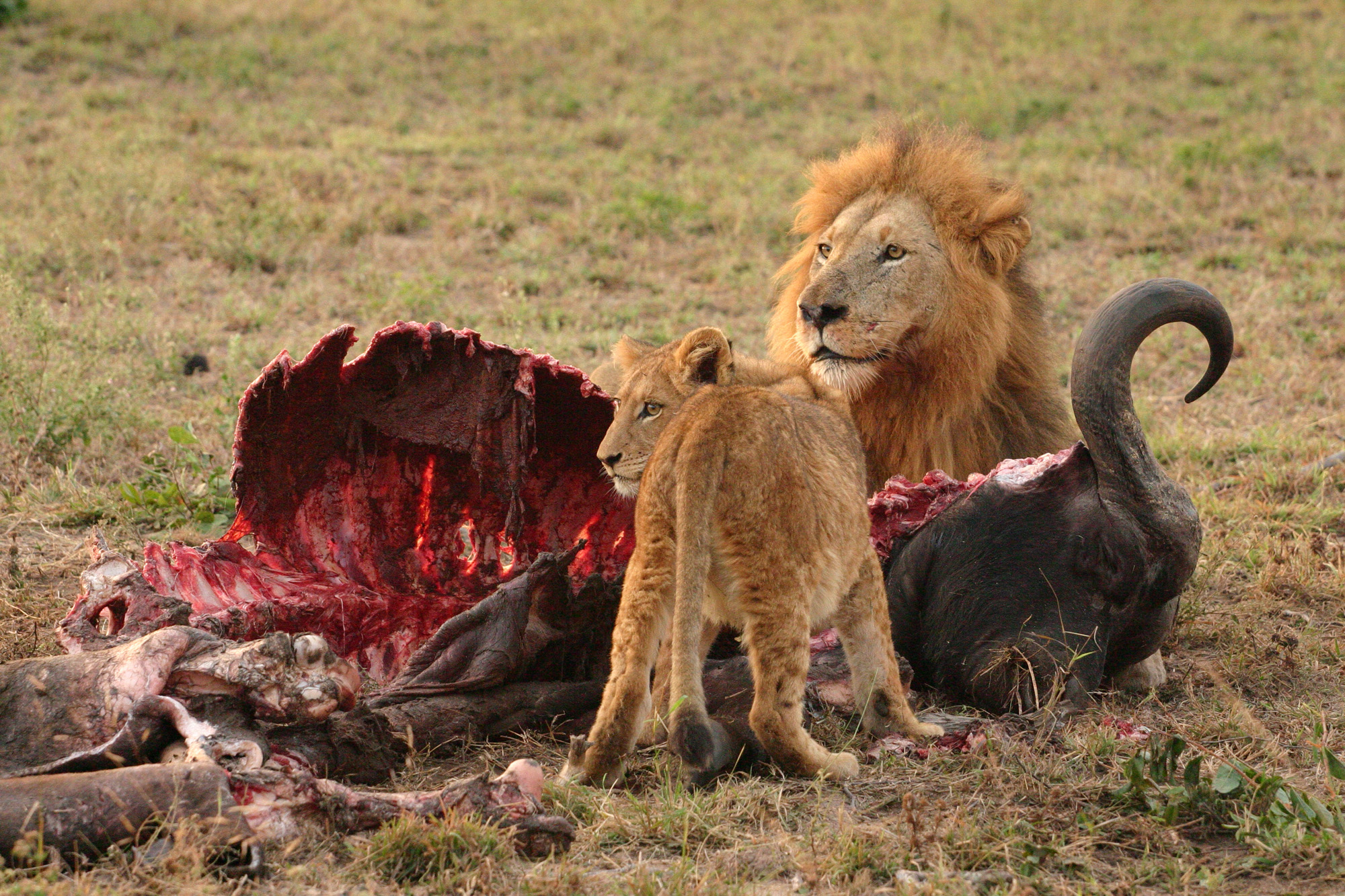
Een leeuw en zijn welp eten van een buffel.

Predatie is het vangen, doden en opeten door een organisme, meestal een dier, van een ander dier, het prooidier. Predatoren worden ook natuurlijke vijanden of roofdieren genoemd. Predatoren kunnen carnivoor (uitsluitend vleesetend) of omnivoor (vlees- en plantenetend) zijn. Predatie wordt bestudeerd door de ecologie, de tak van de biologie die de relaties tussen verschillende soorten organismen bestudeert, zoals tussen grazers en vegetatie, of tussen roofdieren en hun prooien. 

## Prooi-predator relaties
Er zijn verschillende wisselwerkingen tussen prooidieren en predatoren. Zo is er soms een dynamisch evenwicht tussen predatoren en prooidieren in een bepaald gebied. Wanneer er door een populatie van predatoren veel predatie op een bepaalde populatie prooidieren plaatsvindt kunnen deze prooidieren hun gedrag bijvoorbeeld veranderen, door op andere plaatsen of andere tijden te eten zodat ze minder last hebben van predatoren, wat bijvoorbeeld waargenomen wordt bij hertachtigen en runderen. Ook kunnen er in de loop van de evolutie mechanismen ontstaan die prooidieren minder zichtbaar of aantrekkelijk maken, zoals een ander uiterlijk of gifstoffen. Daarnaast kan bij te hoge predatie het aantal nakomelingen van de prooidieren veranderen. Omgekeerd kunnen populaties van prooidieren invloed hebben op gedrag en vorm van de predatoren. Grote hoeveelheden schapen in een gebied dat door jonge wolven gekoloniseerd wordt zet deze wolven aan tot het doden van veel meer  schapen dan gegeten kunnen worden. Ook het aantal jongen van predatoren kan bijvoorbeeld aangepast worden aan het aantal prooidieren. Zo is er in de VS een sterk verband gevonden tussen de populatiegrootte van de  Amerikaanse haas (Lepus americanus) en die van de lynx. In de loop van de evolutie kunnen predatoren eigenschappen ontwikkelen die hen beter in staat te stellen prooien te bemachtigen, zoals een scherpe reuk of  krachtige kaken.
Duidelijke directe relaties tussen aantallen prooidieren en predatoren zijn niet altijd eenduidig vast te stellen en vaak afwezig. Er zijn namelijk veel meer factoren die het gedrag en de populatiegrootte bepalen, zowel van de prooidieren als van de predatoren, zoals klimaat, structuur van de vegetatie en de aanwezigheid van andere prooidieren of predatoren. In Nederland  wordt vaak gezegd dat het aantal van de grutto en andere soorten weidevogels sterk daalt door de groei van het aantal vossen, maar onderzoek heeft laten zien dat veel andere factoren zoals de intensieve landbouw en andere predatoren, zoals de blauwe reiger. en de hermelijn ook belangrijk zijn. Bij sommige diersoorten speelt  het voedselaanbod geen grote directe rol bij de voortplantingsstrategie. Wanneer een diersoort het aantal nakomelingen laat bepalen door de draagkracht van de leefomgeving zegt men in de ecologie dat deze soort een draagkrachtstrategie of K-strategie heeft. Deze strategie zien we vaak bij zoogdieren.